# Nord LB Open 1998
Il Nord LB Open 1998 è stato un torneo di tennis facente parte della categoria ATP Challenger Series nell'ambito dell'ATP Challenger Series 1998. Il torneo si è giocato a Braunschweig in Germania dal 15 al 21 giugno 1998 su campi in terra rossa.

## Vincitori

### Singolare
Franco Squillari ha battuto in finale  Lucas Arnold Ker con il punteggio di 6–2, 4–6, 6–1

### Doppio
Tomás Carbonell /  Francisco Roig hanno battuto in finale  Joan Balcells /  Emanuel Couto con il punteggio di 6–2, 7–6